# Ольшини (гміна Жепенник-Стшижевський)
Ольшини (пол. Olszyny) — село в Польщі, у гміні Жепенник-Стшижевський Тарновського повіту Малопольського воєводства.
Населення — 2217 осіб (2011).
У 1975—1998 роках село належало до Тарновського воєводства.

## Географія
У селі бере початок річка Ольшинка.

## Демографія
Демографічна структура станом на 31 березня 2011 року:
|          | Загалом | Допрацездатний вік | Працездатний вік | Постпрацездатний вік |
| -------- | ------- | ------------------ | ---------------- | -------------------- |
| Чоловіки | 1099    | 285                | 684              | 130                  |
| Жінки    | 1118    | 246                | 610              | 262                  |
| Разом    | 2217    | 531                | 1294             | 392                  |